# Cendejas de la Torre
Cendejas de la Torre é um município da Espanha na província de Guadalajara, comunidade autónoma de Castilla-La Mancha, de área 14,51 km² com população de 65 habitantes (2004) e densidade populacional de 4,76 hab/km².

## Demografia
| Variação demográfica do município entre 1991 e 2004 | Variação demográfica do município entre 1991 e 2004 | Variação demográfica do município entre 1991 e 2004 | Variação demográfica do município entre 1991 e 2004 |
| --------------------------------------------------- | --------------------------------------------------- | --------------------------------------------------- | --------------------------------------------------- |
| 1991                                                | 1996                                                | 2001                                                | 2004                                                |
| 127                                                 | 113                                                 | 84                                                  | 69                                                  |